# Old Mill State Park WPA/Rustic Style Historic Resources
 (septembre 2020).
Les Old Mill State Park WPA/Rustic Style Historic Resources sont des structures formant un district historique dans le comté de Marshall, dans le Minnesota, aux États-Unis. Situé au sein de l'Old Mill State Park, ce district emploie le style rustique du National Park Service. Il est inscrit au Registre national des lieux historiques depuis le 25 octobre 1989.